# Merthyr Tydfil and Rhymney (circonscription du Senedd)
Pour les articles homonymes, voir Merthyr Tydfil and Rhymney.
Merthyr Tydfil and Rhymney est une circonscription de l'Assemblée nationale du pays de Galles.

## Membres de l'Assemblée
| Élection | Élection | Membre      | Parti        | Portrait |
| -------- | -------- | ----------- | ------------ | -------- |
|          | 1999     | Huw Lewis   | Labour Co-op |          |
|          | 2016     | Dawn Bowden | Labour       |          |

## Élections

### Élections dans les années 2010
| Élections de l'Assemblée galloise 2016: Merthyr Tydfil and Rhymney |                   |                 |        |       |       |
| Parti                                                              | Parti             | Candidat        | Votes  | %     | ±     |
|                                                                    | Labour            | Dawn Bowden     | 9,763  | 47.2  | -7.1  |
|                                                                    | UKIP              | David Rowlands  | 4,277  | 20.7  | +20.7 |
|                                                                    | Plaid Cymru       | Brian Thomas    | 3,721  | 18.0  | +9.2  |
|                                                                    | Conservateur      | Elizabeth Simon | 1,331  | 6.4   | +0.1  |
|                                                                    | Liberal Democrats | Bob Griffin     | 1,122  | 5.4   | -7.4  |
|                                                                    | Green             | Julie Colbran   | 469    | 2.3   | +2.3  |
| Majorité                                                           | Majorité          | Majorité        | 5,486  | 25.5  | -11.0 |
| Participation                                                      | Participation     | Participation   | 20,683 | 38.5  |       |
|                                                                    | Labour hold       | Labour hold     | Swing  | -13.9 |       |

| Élections de l'Assemblée galloise 2011: Merthyr Tydfil and Rhymney |                   |                   |        |      |       |
| Parti                                                              | Parti             | Candidat          | Votes  | %    | ±     |
|                                                                    | Labour Co-op      | Huw Lewis         | 10,483 | 54.3 | +17.2 |
|                                                                    | Indépendant       | Tony Rogers       | 3,432  | 17.8 | N/A   |
|                                                                    | Liberal Democrats | Amy Kitcher       | 2,480  | 12.8 | −2.4  |
|                                                                    | Plaid Cymru       | Noel Turner       | 1,701  | 8.8  | −3.2  |
|                                                                    | Conservateur      | Chris O'Brien     | 1,224  | 6.3  | +0.9  |
| Majorité                                                           | Majorité          | Majorité          | 7,051  | 36.5 | +14.7 |
| Participation                                                      | Participation     | Participation     | 19,320 | 35.3 | −3.6  |
|                                                                    | Labour Co-op hold | Labour Co-op hold | Swing  |      |       |

### Élections dans les années 2000
| Élections de l'Assemblée galloise 2007: Merthyr Tydfil and Rhymney |                   |                         |        |       |       |
| Parti                                                              | Parti             | Candidat                | Votes  | %     | ±     |
|                                                                    | Labour Co-op      | Huw Lewis               | 7,776  | 37.0  | −23.5 |
|                                                                    | Liberal Democrats | Amy Kitcher             | 3,195  | 15.2  | +8.0  |
|                                                                    | Indépendant       | Clive Tovey             | 2,622  | 12.5  | N/A   |
|                                                                    | Plaid Cymru       | Glyndwr Jones           | 2,519  | 12.0  | −4.2  |
|                                                                    | Indépendant       | Jeff Edwards            | 1,915  | 9.1   | N/A   |
|                                                                    | Conservateur      | Giles Howard            | 1,151  | 5.5   | −2.9  |
|                                                                    | Indépendant       | Jock Greer              | 844    | 4.0   | N/A   |
|                                                                    | Indépendant       | Vivienne Elliott-Hadley | 809    | 3.8   | N/A   |
|                                                                    | Indépendant       | Richard D.M. Williams   | 162    | 0.8   | N/A   |
| Majorité                                                           | Majorité          | Majorité                | 4,518  | 21.8  | −22.5 |
| Participation                                                      | Participation     | Participation           | 20,993 | 38.9  | +6.1  |
|                                                                    | Labour Co-op hold | Labour Co-op hold       | Swing  | −15.8 |       |

| Élections de l'Assemblée galloise 2003: Merthyr Tydfil and Rhymney |                   |                   |        |       |       |
| Parti                                                              | Parti             | Candidat          | Votes  | %     | ±     |
|                                                                    | Labour Co-op      | Huw Lewis         | 11,148 | 60.5  | +16.6 |
|                                                                    | Plaid Cymru       | Alun G. Cox       | 2,988  | 16.2  | −10.9 |
|                                                                    | Conservateur      | John L. Prosser   | 1,539  | 8.4   | +3.4  |
|                                                                    | Indépendant       | Neil Greer        | 1,423  | 7.7   | N/A   |
|                                                                    | Liberal Democrats | John A. Ault      | 1,324  | 7.2   | +0.5  |
| Majorité                                                           | Majorité          | Majorité          | 8,160  | 44.3  | +27.5 |
| Participation                                                      | Participation     | Participation     | 18,422 | 32.8  | −12.1 |
|                                                                    | Labour Co-op hold | Labour Co-op hold | Swing  | +13.8 |       |

### Élections dans les années 1990
| Élections de l'Assemblée galloise 1999: Merthyr Tydfil and Rhymney |                                        |                 |        |      |     |
| Parti                                                              | Parti                                  | Candidat        | Votes  | %    | ±   |
|                                                                    | Labour Co-op                           | Huw Lewis       | 11,024 | 43.9 | N/A |
|                                                                    | Plaid Cymru                            | Alun G. Cox     | 6,810  | 27.1 | N/A |
|                                                                    | Indépendant                            | Tony Rogers     | 3,746  | 14.9 | N/A |
|                                                                    | Liberal Democrats                      | Elwyn Jones     | 1,682  | 6.7  | N/A |
|                                                                    | Conservateur                           | Carole M. Hyde  | 1,246  | 5.0  | N/A |
|                                                                    | Socialist Alliance                     | Michael Jenkins | 580    | 2.3  | N/A |
| Majorité                                                           | Majorité                               | Majorité        | 4,214  | 16.8 | N/A |
| Participation                                                      | Participation                          | Participation   | 25,088 | 44.9 | N/A |
|                                                                    | Labour Co-op Vainqueur (nouveau siège) |                 |        |      |     |